# Bobadilla
Bobadilla è un comune spagnolo di 161 abitanti situato nella comunità autonoma di La Rioja.